# Arturo Pecchielan
Arturo Pecchielan (né le 11 avril 1944 à Candiana, Padoue) est un coureur cycliste italien, professionnel de 1969 à 1977.

## Biographie
Chez les amateurs, il se distingue lors de l'année 1967 en remportant le Tour de la Vallée d'Aoste et deux étapes du Tour de l'Avenir, qu'il termine à la septième place.

## Palmarès

### Palmarès amateur
- 1967
  - 5e et 6e étapes du Tour de l'Avenir
  - Tour de la Vallée d'Aoste :
    - Classement général
    - 2e étape

  - 7e étape de la Vuelta de la Juventud Mexicana
- 1968
  - 3e étape du Giro delle Antiche Romagne
  - Trofeo Papà Bertolino

### Palmarès professionnel
- 1969
  - 3e étape du Tour de Luxembourg
- 1971
  - 3e du Tour de Toscane
  - 3e du Tour des Marches
- 1976
  - 2e du championnat d'Italie de cyclo-cross

## Résultats sur les grands tours

### Tour de France
2 participations
- 1970 : abandon (4e étape)
- 1974 : 43e

### Tour d'Italie
5 participations
- 1969 : 37e
- 1971 : 25e
- 1972 : 32e
- 1973 : 34e
- 1975 : 49e